# Divoké Filipíny s Nigelem Marvenem
Divoké Filipíny s Nigelem Marvenem (Wild Philippines with Nigel Marven či Nigel Marven's Wild Philippines) je britský dokumentární seriál z roku 2017, který vyrobila společnost Image Impact Ltd. Provází jím britský přírodovědec Nigel Marven, který je zároveň producentem seriálu. V kontinentální Evropě vysílá seriál kanál Viasat Nature, v Indii je vysílán na Animal Planet. Premiéra dvoudílné verze pořadu, kterou však Nigel Marven neprovází, proběhla v lednu 2018 v USA na stanici Nat Geo Wild.
V každé epizodě cyklu navštíví Nigel Marven určitou oblast Filipín, setká se s místními obyvateli a pátrá po místních zvířatech. Živočichové, s nimiž se setká, jsou například žralok liščí, žralok velrybí, nártoun filipínský, orel opičí, krajta mřížkovaná, loděnka a mnozí další. Kameramanem seriálu je Michael Hutchinson, který s Nigelem Marvenem spolupracoval na předchozích projektech Deset nejnebezpečnějších hadů (2013-17), Velrybí dobrodružství s Nigelem Marvenem (2013) a Divoká Kolumbie (2012).

## Epizody
Názvy epizod jsou uvedeny v angličtině.
- 1. Luzon: The Volcanic North
- 2. Palawan: The Last Frontier
- 3. Visayas: Heart of the Archipelago